# NGC 549
NGC 549 is een spiraalvormig sterrenstelsel in het sterrenbeeld Beeldhouwer. Het hemelobject ligt 259 miljoen lichtjaar (84 × 106 parsec) van de Aarde verwijderd en werd op 29 november 1837 ontdekt door de Britse astronoom John Herschel.

## Synoniemen
- PGC 5243
- ESO 296-22